# Mindre strömvapenfluga
Mindre strömvapenfluga (Oxycera nigricornis) är en tvåvingeart som beskrevs av Olivier 1811. Mindre strömvapenfluga ingår i släktet Oxycera och familjen vapenflugor. Enligt den svenska rödlistan är arten sårbar i Sverige. Arten förekommer i Götaland. Artens livsmiljö är våtmarker. Inga underarter finns listade i Catalogue of Life.